# Turbach
Turbach ist ein Dorf mit 200 Einwohnern im Saanenland, am südwestlichen Rand der deutschsprachigen Schweiz. Es liegt östlich von Gstaad auf einer Höhe von 1350 m ü. M. und gehört zur politischen Gemeinde Saanen im Schweizer Kanton Bern.
Turbach ist eine Streusiedlung entlang des Turbachbaches mit einem kleinen Dorfzentrum, das Dörfli genannt wird. Die meisten Einwohner sind in der Landwirtschaft tätig, während einige in den nahe liegenden Dörfern (vor allem in Gstaad) arbeiten. Ein Lebensmittelgeschäft und zwei Restaurants (im Sommer) bilden die Infrastruktur des Dorfes.
Vom Turbachtal aus können Wanderungen unternommen werden, beispielsweise auf den Giferspitz, nach Lauenen oder ins Obersimmental. Im Winter wird eine sonnige Langlaufpiste präpariert. Ein Postautokurs verbindet den Kurort Gstaad mit dem Dorf Turbach.

## Persönlichkeiten
- Marieke Kruit (* 1968), Politikerin